# آنخل اتینزا
آنخل اتینزا (انگلیسی: Ángel Atienza; ۱۶ مارس ۱۹۳۱ – ۲۳ اوت ۲۰۱۵) بازیکن فوتبال اهل اسپانیا بود.
از باشگاه‌هایی که در آن بازی کرده‌است می‌توان به باشگاه فوتبال رئال مادرید و باشگاه فوتبال رئال ساراگوسا اشاره کرد.